# 吉田拓郎・かぐや姫 コンサート インつま恋
『吉田拓郎・かぐや姫 コンサート インつま恋』は、吉田拓郎、かぐや姫が1975年（昭和50年）の8月2日と日付をまたいで8月3日の2日間に亘って行った静岡県掛川市・つま恋多目的広場での野外オールナイトライブコンサート。“元祖夏フェス”。

## 概要
吉田拓郎が前年の10月に4日間連続でコンサートを行なった際に、もっと大きな場所でコンサートをしたいという考えと、当時のジョイントコンサートは、お客が自分の嫌いなシンガーのステージになると歌を聴かずに勝手なことをやるという状況があったため、"単独のアーティストによる大コンサート"をやりたいという拓郎のアイデアが発端で始まったもの。当時はまだソロで大規模の野外コンサートをやった者はなかった。「ウッドストック」の影響をいわれることが多いが、拓郎自身はコンサート直前の『YOUNG GUITAR』1975年7月号のインタビューで、遠方からもお客が集まるボブ・ディランのコンサートをイメージしたと話している。日本は狭い国だから同じことが出来るんじゃないかと考え、とにかく広い場所を探してくれとスタッフに頼み、最初は中津川でやりたいと考えたが、紆余曲折あってつま恋になったという。もともと一人でやるつもりだったコンサートにかぐや姫が参加した経緯については、一人で一昼夜もたせる程の曲数はないし、体力が続かないという判断から。これをジョイントコンサートと見てほしくない、同じ場所でかぐや姫のステージという別のイベントがあると考えて欲しいと話した。拓郎が「どうしてもかぐや姫とやりたい」とコンサートの4ヶ月前に解散していたかぐや姫を"鶴の一声"で再結成させた。拓郎はつま恋を「最後に残された新しい形式」と当時話しており、それまでの多くの改革も戦略的に行なわれてきたことがうかがえる。これまで教条的なフォークファンから「裏切り者!」「商業主義!」などと、何度も「帰れコール」を浴びて、石を投げつけられたこともあった拓郎にとって、政治色を排除し純粋に音楽を楽しむ文化が未成熟だった時代にケリをつける意味で、ただ音楽を楽しむ本イベントの成功が必要であった。企画書の冒頭には「制限される時間の枠をすて、歌いつくすこと、語りつくすという奔放なアーティストのあり方を展開してみたい」と書かれた。
コンサートの企画、及び運営は、後藤由多加が「ウッドストック」に触発されてユイ音楽工房主導で行った。後藤は1973年に拓郎が日本で初めてコンサート・ツアーを行う前に、拓郎から「ザ・バンドとツアーをやりたい」と言われたため、アメリカに渡り、アメリカの音楽関係者と色々話し、ビジネス的なアイデアを持ち帰っていた。但し「イベントが失敗したら会社は潰れるだろうし、拓郎も失踪するだろうな」と後藤は思っていたという。

### 開催まで
フォーク系の野外コンサートは数年来、退潮が伝えられ途絶えかけていた時代の開催だった。掛川の地元住民にとっては野外コンサートにも馴染みがなく、フォークやロックもまだよく分からない人が多いため、スタッフは「拓郎、かぐや姫の歌はロックとは違い、静かに聴く歌です。観客が興奮して騒ぐといった光景は、どのコンサートにもありません」「週刊誌・新聞等が"拓郎が歌う町・掛川"の特集記事を組み、全国に掛川市の紹介を行う企画を立てております」などと書かれたパンフレットを作成し、地元の理解を得るためイベントの趣旨を伝えてまわった。チケットはすぐに完売したが、静岡県には青少年の夜間外出を禁じる条例があり、オールナイトイベントに強行参加する青少年を強制退去させれば中津川以上の暴動が起こるのでは、と不安視された。夜中に青少年を危険な街に帰らせるより、朝まで会場に留まる方が安全だなどと主張したが聞き入れられず。
当時このようなイベントを開催するのは非常に困難で、地域住民や行政、PTA、警察などから、ことごとく反対され、静岡県警と教育委員会に中止勧告が出されるなど、イベントが近づくにつれつま恋は開かれないのではという噂が立ち始め、ユイ音楽工房は何度もつま恋は開催されると広告を打った。マスコミからも反対されて協力的な部分は少なく、運営側とすれば「意地でもやってやろうじゃないか」という気持ちになっていったという。最終的に事態を打開したのは、そうした事情を聞き及んだヤマハの川上源一のバックアップだった。つま恋は川上が世界のリゾート施設を実際に見てまわり、自身が学んだエキスを注ぎ込んだ肝いりプロジェクトでもあった。つま恋はヤマハの事業多角化戦略のなかで1974年に開業した。静岡県はヤマハが強く何とか開催に漕ぎ着けることが出来た。
前年オープンしたばかりで全く実績も知名度もない「つま恋」が選ばれたのは、野外で大人数を収容できるという点で当時としては国内最大。また東京・名古屋・大阪を中心とした三大都市圏から近く、交通の便が良いという理由であった。野外で5万人以上を集めるオールナイトコンサートは、それまで日本では前例がなく、すべて手探りで始まった。当時の掛川市の人口は6万人。その一角に市の総人口を上回る人が集まるのだから、当日まで想定外の連続であった。最寄りの掛川駅にはまだ新幹線は止まらず、大半の観客は在来線を乗り継いで掛川駅で降り、バスでも15分かかる畑の多い道を延々と歩くなどして集まった。バスも本数が少なく、ほとんどの人は歩き、つま恋のゲートまでの数キロ、歩行者の行列ができた。映像や写真で見るとハイキングのような恰好をした若者が多いのは、最初から歩くことを想定していたためである。今と違い、全席自由だったので、なるべく前で観ようと、早い人で1ヶ月も前からつま恋のゲートに並び始めて、一週間前には3〜5千人が入場ゲート前（南駐車場前）で簡易テントなどを張って野宿をし始めた。全国から集まったファンの男女比は女性6割、男性4割であった。女性のために警部本部を開放したが、とても収容できる人数ではなかった。会場から数キロ圏内の商店から商品はほぼ売り切れ。またゲート前にはトイレがなく、女性は近隣の民家でトイレを借りたが、男は周辺の茶畑で野糞をし始めた。このため農家から苦情が入り、スタッフの若手社員が連日回収に行かされた。炎天下での人糞処理は過酷なものであったという。会場内のトイレも地面に穴を掘り周囲をパネルで囲った簡素なものがほとんどだった。日に日に野宿は増え、難民キャンプのようになり、ライブ前夜には1万人を超えた。主催者側は事件事故の発生を恐れ、深夜もゲート周辺をライトで照らし続けたり、一部の会場施設を開放したり対応に追われた。つま恋が開業したのは前年のことで、ヤマハとしても、何か問題が起こってしまうと、これから始まろうとしているつま恋の歴史を閉ざしてしまう可能性があったといわれる。
スタッフは1975年7月下旬から大ステージを設営。8月に入ると徹夜に次ぐ徹夜。東京での最終リハーサルは1975年7月30日、渋谷区桜丘町のエピキュラスビルスタジオで行われた。拓郎・かぐや姫は勿論、井上陽水などもスタジオに現れ、懸命な打ち合わせ。8月1日、出演者全員つま恋入り。

### ライブ当日
朝から掛川駅は大混雑。当日開場は正午予定であったが混乱を避けるため、午前9時に繰り上げられ、徹夜組6千人を含む約3万人の大群衆が長蛇の列を作り、会場の入り口である南口ゲートに殺到して、会場に一斉になだれ込んだ。この日の最高気温は35度と猛烈な暑さで、コーラの売り上げ12万本、アイスクリーム売り上げ6万個。数万人規模で人が集まると自動販売機は補充が間に合わないため冷房が機能せず、数日前から飲み物は何百ケースと事前に冷やしておいた。また施設内の各所の水道の蛇口から長いホースを取り付け、会場近くまで水を供給したが、水場周辺は人だらけとなり、多くの人が本来ゴミ袋用に配布したゴミ袋に水を貯めて持ち運んだ。しかし誰もが経験したことのない長い待ち時間と慣れない環境もあり、容赦ない太陽に照らされ、日射病で倒れる人が続出し、救護班のテントの中には若い女性が魚河岸のマグロのように並べられた。夕方5時まででその数200人。うすら寒さを感じられた夜になるとカップヌードルが飛ぶように売れた。前述のように、それまでの大規模音楽イベントにはトラブルが多かったため、関係者の誰もが懸念を抱いた。吉田拓郎も「この5万人が暴れだしたら、どうなってしまうんだ」とその光景を「怖かった」と話している。コンサートは無事夕刻から始まった。今日では批判の対象になるが、拓郎を始め出演者は経験したことのない大観衆に足がガタガタ震え、酒を飲める者は全員酒をラッパ飲みしてステージに上がったといわれる。拓郎は緊張しすぎて後に「かぐや姫がいたことも覚えてない」と話した。
夕刻、愛娘の洋服の端切れで作ったヘアバンド（バンダナ）を巻き、吉田拓郎が登場。「あゝ青春」を皮切りに拓郎のファーストステージが始まり、拓郎の音楽シーンに残る名台詞「元気ですかー！朝までやります、朝までやるよー！」の絶叫で白熱化していった。コンサートは12時間。夜8時頃から「未成年者は退場して下さい」というアナウンスが何度もかかり、警備員の巡回が強化された。当日はゲート前に補導係の教師が立ったが、夜9時、主催者側の呼びかけで未成年者約300人が退場。しかし夜11時以降も観客の半数は18歳未満のようだったといわれる。途中ゲストアクトをはさみながら、吉田拓郎、かぐや姫と交互にステージに立ち、拓郎59曲、合計108曲が「人間なんて」の大合唱で夜明けとともに終了した。終演後にはその場で眠る人が続出した。かぐや姫は一夜限定での再結成であった。心配されていた暴動等は起きずイベントとして大成功を収めた。狂乱を期待して集まった報道陣は肩透かしを食ったといわれる。心配された観客同士の揉めごとや事件の類は一切なく、みんなが本当に楽しみ、いろんなことを協力し合っていた。運営に対する罵声などはあったが、かつてのフォークコンサートに見られた大きな混乱がなかったのは、フォークそのものの在り方が変化したためともいわれる。

### 観客数
警察発表7万人、6万人、主催者発表5万人、報道では6万5千人、7万人とも、7万5千人とも、チケット印刷7万4千枚、チケット発売枚数推定5万6千人などと、正確な観客数が不明で、食い違いがあるのは、現在のようなチケットの販売システムが確立していない時代で、正確な人数が把握できなかったためである。伊勢正三は「5万人とか6万人ということになっているが、そんなものではなかった。8万人くらいいたのではないだろうか。その後、何度かつま恋でコンサートをやっているものの、そこまでの光景は75年のときだけだ。オーディエンスもアーティストもスタッフも、誰もがまだ経験したことのないものに参加しよう、一目見ようという熱気が渦巻いていた。こうせつさんは自分のステージが終わった後にすべてを出し尽くして泡を拭いてそのまま倒れてしまったくらいだ」「夜明けとともにみんなで歌った拓郎さんの『人間なんて』は今でも忘れられない。あんなことはもうない」などと述べている。当時の資料によれば、チケットは43,000枚刷ったとされ、これを北海道、東北、関東、静岡、中部、関西、中国・四国・九州の7地区に振り分け、最多の関東が15500枚に比べ、北海道は遠くて来ないだろうと僅か400枚しか振り当てなかったという、アクセスの向上した今日では考えられない判断がなされた。チケットは一律2500円で全国のイベンターに販売してもらいバスツアーを組んだものと、スタッフが東海道本線の沿線駅前のレコード店や喫茶店を手分けしてまわって置いてもらったものがあったが、当日券の存在がうやむやであったり、チケットを持たずに現地入りした者がかなりいた、裏山から侵入した人が多数いた、最後はもうチケットがなくても"来る者は拒まず"で入れた、といわれるなど、発券数をはるかに超える人が入場したといわれるため、正確な観客数は不明である。

## セットリスト
- 吉田拓郎 1st.Stage(PM5:10〜PM6:20)

1. あゝ青春
2. 花酔曲
3. 暮らし
4. 春だったね
5. おきざりにした悲しみは
6. むなしさだけがあった
7. やせっぽちのブルース
8. 春の風が吹いていたら
9. 今日までそして明日から
10. 暑中見舞い
11. 都万の秋
12. 夕立ち
13. おはよう
14. ペニーレインでバーボン
15. 人生を語らず
16. いつか街であったなら
17. 世捨人唄
18. 贈り物
19. 戻ってきた恋人
20. イメージの詩

- かぐや姫 1st.Stage(PM6:50〜PM8:30)

1. 人生は流行ステップ
2. ひとりきり
3. 黄色い船
4. 今はちがう季節
5. うちのお父さん
6. この秋に
7. 雨に消えたほゝえみ
8. ペテン師
9. マキシーのために
10. あの日のこと
11. おもかげ色の空
12. けれど生きている
13. なごり雪
14. 夏の思い出
15. 君がよければ
16. 加茂の流れに
17. 妹
18. 僕の胸でおやすみ
19. あの人の手紙

- 吉田拓郎 2nd.Stage(PM9:00〜PM10:30)

1. 夏休み
2. まにあうかもしれない
3. 旅の宿
4. どうしてこんなに悲しいんだろう
5. 結婚しようよ
6. 知識
7. おやじの唄
8. 私の足音
9. 僕のエピローグ
10. ひらひら
11. 野の仏
12. さすらい時代
13. 金曜日の朝
14. 伽草子
15. 襟裳岬
16. 親切
17. 三軒目の店ごと
18. ともだち
19. シンシア
20. せんこう花火
21. されど私の人生

- 山本コウタローとウィークエンドStage(PM11:00〜PM11:30)

1. ウィークエンドのテーマ
2. サーフィン・サマーナイト
3. 春でした
4. めぐる奇跡
5. 東京のうた
6. 岬めぐり

- かぐや姫 2nd.Stage(PM11:50〜AM1:00)

1. 赤ちょうちん
2. アビー・ロードの街
3. 星降る夜
4. 置手紙
5. 眼をとじて
6. 雪の降る日に
7. 神田川

- 風 Stage(AM1:00〜AM1:30)

1. でいどりーむ
2. 海岸通
3. なんとなく
4. はずれくじ
5. 星空
6. 22才の別れ

- 山田パンダ Stage(AM1:30〜AM2:00)

1. さようなら友よ
2. 窓辺
3. 風の街

- 南こうせつ Stage(AM2:00〜AM2:50)

1. 昨日にさようなら
2. 花一文目
3. カリブの海
4. みんなでおどろう
5. 海になりたい
6. 荻窪二丁目
7. 旅するあなた
8. 嵐の航海
9. 幼い日に

- 吉田拓郎 Last Stage(AM3:00〜AM4:35)

1. こうき心
2. ビートルズが教えてくれた
3. たどり着いたらいつも雨ふり
4. 君去りし後
5. ルームライト
6. マークII
7. 落陽
8. 地下鉄にのって
9. からっ風のブルース
10. 新しい朝
11. 君が好き
12. 雪
13. となりの町のお嬢さん
14. 晩餐
15. 明日の前に
16. 僕の唄はサヨナラだけ
17. 我が良き友よ
18. 恋の歌
19. 人間なんて　（このコンサート全体の最後の曲）

- 合計108曲[16][33]

### 参加メンバー
- 吉田拓郎
山本コウタローとウィークエンド
かぐや姫
南こうせつ
伊勢正三
山田パンダ
風

- バックバンド
- 吉田拓郎 1st.Stage　チト河内とトランザム
- 吉田拓郎 2nd.Stage　松任谷正隆グループ、荒井由実、ハイ・ファイ・セット
- 吉田拓郎 Last Stage　瀬尾一三オーケストラ
- 南こうせつstage 水谷公生バンド

## ライブ後日談
コンサートの模様を収録したドキュメンタリー映画が作られ、日本全国でフィルム・コンサートという形で上映された。撮影したのは石田弘を中心としたフジテレビの撮影クルー。このドキュメンタリー映画は、現在はDVDが発売されている。またあまり知られていないが、坂本九がこのコンサートを全編通し最前列で見続けていた。30歳を目前に文化放送『セイ!ヤング』などの放送作家をやっていた田家秀樹は、仕事に迷いが出て、芸能界を離れようかと考えていたが、エンディングの「人間なんて」の6万人以上の観客の大合唱に膝が震えて、音楽はすごいと心の底から思い、音楽の側にいようと決意した、自分にとって最大の転機だったと思う、と話している。
吉田拓郎、かぐや姫は、2006年にもつま恋多目的広場で「吉田拓郎 & かぐや姫 Concert in つま恋 2006」野外コンサートを開催している。

## ライブが日本の音楽界に与えた影響
日本では、このコンサート以前にもオムニバス形式（多数の出演者）やオールナイトで行われたコンサートもあったが、観客は数千人から多くて1万人程度。これ以前に最大級といわれた全日本フォークジャンボリーですら最高で2万人〜2万5千人であった。このコンサートのように単独に近いアーティストで、5万人以上を動員した大規模なものは前例がなく、これも大規模野外コンサート、今日いう夏フェスという、現在では珍しくない一つの形式を作ることとなった。イベント終了後、スタッフとして関わった現ヤマハリゾートつま恋音楽企画プロデューサー・木下晃のもとには、さまざまなイベンターや音楽関係者が、そのノウハウを聞くべくつま恋を訪れた。木下は「その後多くのイベントはつま恋が雛形になっているんです。あの成功がなかったら、日本に野外の音楽フェスが定着するのは、もっとずっと後だったと思います」と話している。本コンサートの成功後、著名アーティストのコンサートが多数「つま恋」で開かれている。主要スタッフだった川口勇吉は「イベントって結局、伝説になるかどうかなんですよ。あらゆる意味でオールナイトコンサートの伝説が1975年の“つま恋”から始まってます。あの後、どんな大規模なイベントでも“つま恋”ほどのインパクトはないでしょう。参加者一人一人がその主人公になれるかどうかなんですね。そのエネルギーが伝わるかどうか。集まった人たちが帰ってからその想いを語り継いでいる。だから今に繋がっているんだと思いますね」と述べている。川上源一は、音楽イベントは三重県の合歓の郷をメインに考えていたといわれるが、本イベントの大成功により、「音楽のつま恋」が定着した。
コンサートが行われた1975年は、フォークブームが頂点に達した年で、シングル売上げ年間2位が小椋佳が提供した『シクラメンのかほり』（歌・布施明）、3位小坂恭子『想い出まくら』、7位風『22才の別れ』、9位に吉田拓郎が提供した『我が良き友よ』（歌・かまやつひろし）がランクイン。アルバムでは井上陽水が17週、小椋佳が9週、吉田拓郎が4週、かぐや姫が3週、風が2週と、年間52週のうち、フォーク系アーティストが35週にわたって1位を独占した。ところが翌年以降はポップス系が台頭して、日本のミュージックシーンはフォークからニューミュージックへと変貌していく。コンサートの最後、吉田拓郎の「人間なんて」の、6万人の大合唱で迎えた夜明けは、フォークという時代のクライマックスを意味し、後に始まるニューミュージック、J-POP時代の夜明けでもあったといわれる。

## 関連作品
- ライブDVD「吉田拓郎・かぐや姫 コンサート イン つま恋 1975」
- ライブBlu-ray Disc「吉田拓郎・かぐや姫 コンサート イン つま恋 1975+'79 篠島アイランドコンサート」
- ライブ・アルバム『吉田拓郎ライブ コンサート・イン・つま恋'75』